# Jazz poetry
La jazz poetry (poesia jazz) è stata definita come poesia che "dimostra il ritmo jazz o la sensazione di improvvisazione" e anche come poesia che prende come scenario la musica jazz, i musicisti o l'ambiente jazz. Alcuni critici lo considerano un genere distinto, mentre altri considerano il termine meramente descrittivo. La poesia jazz è stata a lungo una forma d'arte "outsider" che esiste da qualche parte fuori dal mainstream, essendo stata concepita negli anni '20 dagli afroamericani, mantenuta negli anni '50 da poeti controcultura come quelli della generazione Beat, e adattata nei tempi moderni in musica hip-hop ed eventi di poesia dal vivo noti come poetry slam.

## Estetica
Nel suo libro Digitopia Blues - Race, Technology and the American Voice, il poeta e sassofonista John Sobol sostiene che il jazz era un veicolo di trasformazione per l'auto-responsabilizzazione afroamericana la cui caratteristica dominante e scopo era la ricerca della padronanza di un linguaggio di potere, intrapresa da un popolo orale storicamente schiavizzato e a cui era stato negato l’accesso alle parole del potere. Sobol ritiene che i poeti che si sono sentiti vincolati dall'egemonia della tradizione letterata hanno afferrato una parentela essenziale con il jazz come regno del magistrale potere orale e hanno cercato di imitare o ricreare le modalità jazz nella loro poesia, guadagnandosi così la descrizione di "jazz poetry".

## Il Rinascimento di Harlem
La prima jazz poetry non imitava i suoni e lo spirito di improvvisazione del jazz. Si riferiva invece fortemente alla forma musicale con allusioni a musicisti, strumenti e luoghi chiave della fiorente scena jazz. Poeti tra cui Vachel Lindsay, che in realtà detestava il suono "primitivo" della musica jazz, e Mina Loy scrissero poesie in questa vena. Fu con l'avvento del Rinascimento di Harlem che la poesia jazz si sviluppò fino a diventare quella che è oggi.
Poeti come Langston Hughes incorporarono nei loro scritti i ritmi sincopati e le frasi ripetitive della musica blues e jazz. Molti scrittori del Rinascimento di Harlem erano profondamente preoccupati per l'orgoglio razziale e per la creazione di poesia puramente afroamericana. Dal momento che la musica jazz era una parte importante della cultura afroamericana dell'epoca, Hughes e altri come lui adattarono il genere musicale per creare le proprie voci singolarmente afroamericane che potessero essere facilmente distinte dal lavoro dei poeti bianchi. Molte delle poesie di Hughes, come "The Weary Blues", suonano quasi esattamente come le canzoni jazz e blues popolari del periodo, e viceversa. Il suo lavoro è anche altamente evocativo dal punto di vista spirituale.

## Il bebop e la beat generation
Quando i membri della generazione Beat iniziarono ad abbracciare aspetti della cultura afroamericana durante gli anni '50, l'arte della poesia jazz spostò la sua attenzione dall'orgoglio razziale e dall'individualità alla spontaneità e alla libertà. In questo caso, sia la poesia jazz che la musica jazz erano viste come potenti dichiarazioni contro lo status quo.
Jack Kerouac aveva spesso un accompagnamento musicale per le sue letture di poesie. Il suo collega, musicista e compositore David Amram, suonava spesso il pianoforte o il bongo mentre Kerouac leggeva. Amram in seguito scrisse del loro lavoro insieme:
Lawrence Ferlinghetti ebbe una collaborazione simile con il sassofonista Stan Getz. Alcuni dicono che il poeta beat Bob Kaufman sia il più grande poeta jazz mai vissuto, con l'eccezione di Langston Hughes. Kaufman ha reso omaggio al jazz in poesie come "O Jazz O" e "Morning Joy." Il suo lavoro è notevole per i suoi ritmi sincopati, le immagini surreali e una qualità di alienazione derivante dalla sua vita come un vagabondo e un galeotto.
Il poeta della New York School Kenneth Koch collaborò con il pittore Larry Rivers, che aveva lavorato come sassofonista jazz, sulla poesia e sul jazz. Koch scrisse più tardi dell'esperienza: "L'anno scorso Larry Rivers ed io abbiamo cercato di uccidere la poesia e il jazz parodiandoli; la nostra prima sessione al Five Spot Café, tuttavia, si è rivelata così divertente, per noi, almeno, che abbiamo ripetuto l'esperienza più volte. Non credo che l'abbiamo ucciso."
Negli anni '60 il poeta beat LeRoi Jones si ribattezzò Amiri Baraka e riprese l'idea della poesia jazz come fonte di orgoglio nero. Collaborò alle registrazioni di David Murray, di brani come "Evidence" sulla Fo Deuk Revue di Murray (1996). Baraka era un nazionalista culturale che credeva che "i neri sono una razza, una cultura, una nazione". Elementi di jazz compaiono spesso nel lavoro di Baraka, come la sincope e la ripetizione di frasi. Gil Scott-Heron, spesso visto come uno dei padri fondatori della musica rap, utilizzò anche molti degli espedienti artistici della poesia jazz nei suoi album di parole degli anni '70 e '80.